# Omorgus expansus
Omorgus expansus är en skalbaggsart som beskrevs av Gilbert John Arrow 1900. Omorgus expansus ingår i släktet Omorgus och familjen knotbaggar. Inga underarter finns listade i Catalogue of Life.